# Jonas Salk

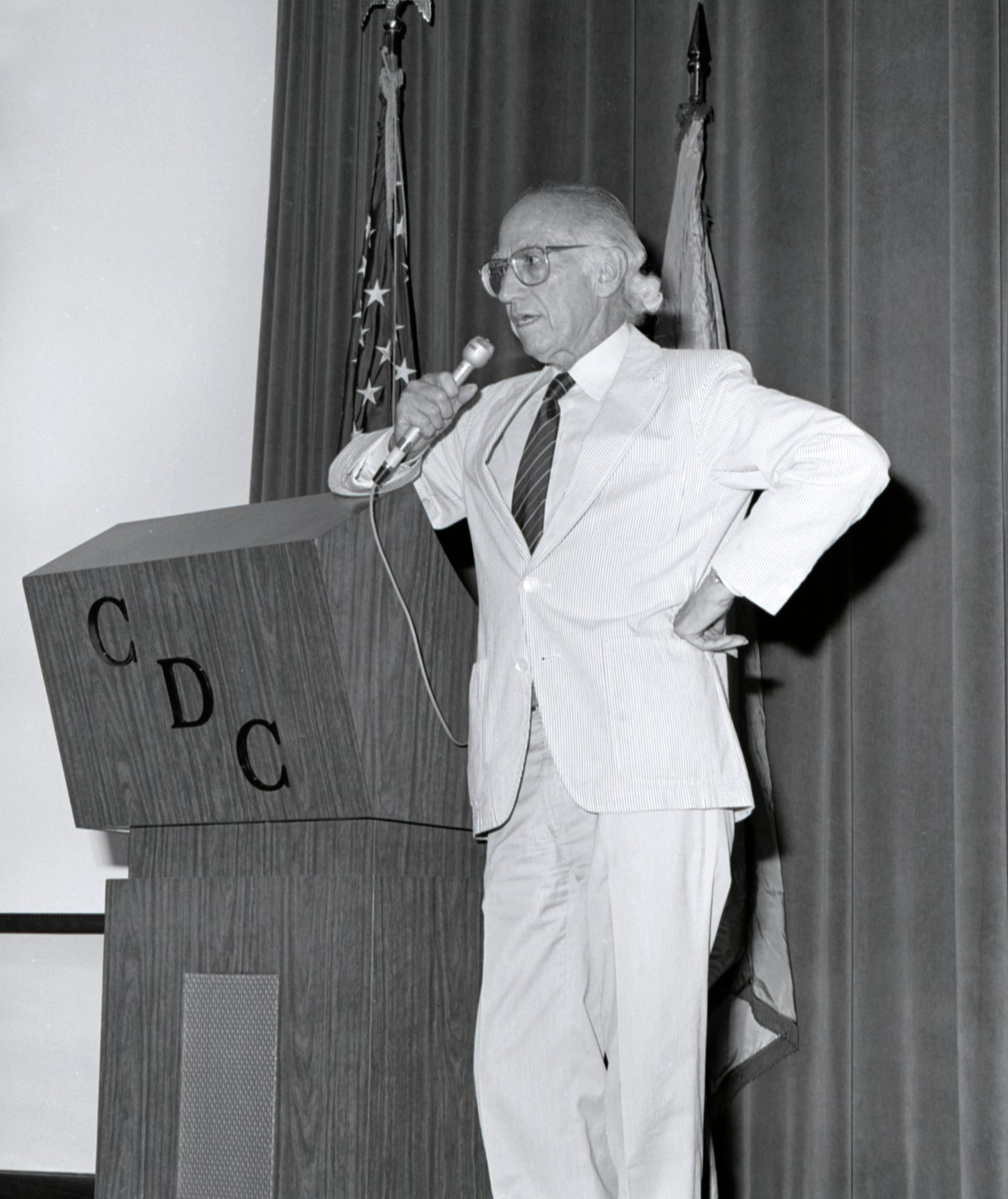
Jonas Salk

Jonas Edward Salk (New York, 28 oktober 1914 – La Jolla, Californië, 23 juni 1995) was een Joods-Amerikaanse medicus. 
Salk is de ontdekker/uitvinder van het naar hem vernoemde salkvaccin. Dit was een van de eerste succesvolle pogingen om tegen een virus, en specifiek tegen het poliomyelitisvirus, te vaccineren. Na de ontdekking van dit vaccin vroeg hij geen patent aan, maar gaf hij het, zoals hij zelf zei, aan het volk.
Dit vaccin geeft de ontvanger immuniteit tegen polio en heeft tot gevolg gehad dat deze ziekte, die eens zo werd gevreesd, nauwelijks nog voorkomt.
Salk was later hoogleraar aan de Universiteit van Pittsburgh. Het Salk Institute in het Californische La Jolla is naar hem vernoemd.
Salk, zelf van Joodse afkomst, was vanaf 1970 getrouwd met de Franse schilderes Françoise Gilot.

## Onderscheidingen
1995: Four Freedoms Award Freedom medal
- Bibsys: 99022867
- Bibliothèque nationale de France: cb14064550v (data)
- CiNii: DA07226850
- Gemeinsame Normdatei: 130653802
- International Standard Name Identifier: 0000 0001 0866 5179
- Library of Congress Control Number: n50017557
- National Archives and Records Administration: 10583118
- Nationale Bibliotheek van Tsjechië: jcu2013799345
- Nationale bibliotheek van Australië: 36095995
- Nationale Bibliotheek van Israël: 987007267399905171
- Nationale Bibliotheek van Polen: a0000003729712
- Nederlandse Thesaurus van Auteursnamen: 067864082
- Réseau des bibliothèques de Suisse occidentale: 02-A003780453
- Istituto Centrale per il Catalogo Unico: IEIV011772
- SNAC: w67n0xz8
- Système universitaire de documentation: 027120082
- Union List of Artist Names: 500235742
- Virtual International Authority File: 7396814
- WorldCat: E39PBJt8mpWY3bwtRxdxHCcpT3